# Kruschewez
Kruschewez (auch Krushevets geschrieben, bulgarisch Крушевец) ist ein Dorf in der Gemeinde Sosopol, Provinz Burgas in Südbulgarien. Das Dorf liegt mitten im Strandscha-Gebirge, in den nördlichen Abhängen der Bosna. Östlich des Dorfes befindet sich der Tumbata Gipfel (206 m; ⊙). Östlich von Kruschewez befindet sich das Wasserreservoir Nowo Panitscharewo, der Stausee Jasna Poljana und das Dorf Nowo Panitscharewo (ca. 11 km).
Die nächstgelegene Stadt ist Primorsko (ca. 25 km östlich) und nächstgelegene Großstadt ist Burgas (ca. 30 km nördlich). Das Gemeindezentrum Sosopol liegt ca. 37 km östlich von Kruschewez. Durch Kruschewez verläuft die zweispurige Nationalstraße I/9, die Teil der Europastraße 87 ist und Burgas mit Malko Tarnowo an der bulgarisch-türkischen Grenze verbindet.

## Archäologie und Sehenswürdigkeiten
Archäologische Untersuchungen haben eine Bergwerk- und Hüttentätigkeit der Thraken in der Gegend Bakarbokluk (ca. 1 km südlich vom Dorf) nachgewiesen, die auch in der Antike fortgesetzt wurde. Nordöstlich von Kruschewez befindet sich ein trhakischer Dolmen. Weiter befinden sich im Dorf:
- die Kirche Hl. Athanasius (bulg. Sweti Atanas, erbaut 1879);
- Ruinen der thrakisch und mittelalter Festung Kaleto, ca. 2 km westlich vom Dorf
- Kapelle Hl. Goerg
- Fünf Häuser stehen unter Denkmalschutz und sind von nationale Bedeutung

## Persönlichkeiten
- Ljuben Petkow (1939–2016), Autor und Journalist
- Russi Petrow (* 1944), Ringer und Weltmeister von 1971